# Faisal Naseem

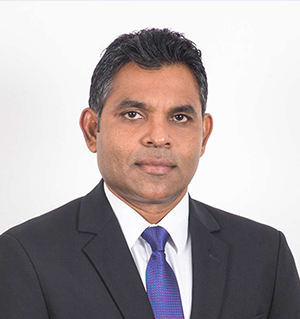
Faisal Naseem

Faisal Naseem (Dhivehi ފައިސަލް ނަސީމެވެ‎; geb. 20. Juli 1973) ist ein Politiker in den Malediven. 2018, nach der Präsidentschaftswahl 2018, in welchen Ibrahim Mohamed Solih am 23. September 2018 als Präsident gewählt worden war, wurde er als Vizepräsident berufen. Naseem trat sein Amt am 17. November 2018 an. Sein Vorgänger war Abdulla Jihad. Bis zur Wahl arbeitete Naseem im Tourismusbereich.
Als Vizepräsident diente Naseem am 25. Februar 2022 für 3 Stunden und 30 Minuten kommissarisch als Präsident.

## Leben

### Jugend und Ausbildung
Faisal Naseem wurde am 20. Juli 1973 auf der Insel Fuvahmulah im Bezirk Funaadu der Malediven. 1986, im Alter von 12 Jahren, begann Naseem im Sozialbereich zu arbeiten. Sein Studium machte er in Großbritannien, wo er einen Bachelor in Hospitality and Tourism Management an der University of Birmingham erwarb und einen Master in Business Administration an der Cardiff Metropolitan University.

### Karriere
Schon vor dem Studium in England arbeitete Naseem in der Hotelindustrie, in verschiedenen Positionen wie Assistant Manager und General Manager. 1999 wurde er mit dem National Youth Award in Social Services ausgezeichnet und erhielt 2015 einen “Special Recognition” Award. 2014 wurde er zum Botschafter für Menschen mit Behinderung (Disability Ambassador) ernannt.

### Politik
Seit 2004 engagiert sich Naseem in der Politik. Er war einer der Repräsentanten der Fuvahmulah Constituency für die Ausarbeitung der neuen Verfassung von 2004 bis 2008. Danach ging er erst 2014 wieder in die Politik, als er als Abgeordneter für den Wahlkreis Kaashidhoo gewählt wurde. Am 13. Juli 2018 wurde Naseem als Kandidat für die Vizepräsidentschaft unter Ibrahim Mohamed Solih gewählt.